# Lucka
Lucka est une ville de l'Est du land de Thuringe (Allemagne), située dans l'arrondissement du Pays-d'Altenbourg.

## Géographie

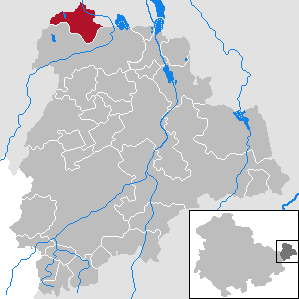
Situation de Lucka dans l'arrondissement d'Altenbourg

Lucka est située dans le Nord de l'arrondissement à la limite avec l'arrondissement de Leipzig en Saxe et celui du Burgenland en Saxe-Anhalt, à 20 km au nord d'Altenbourg. La ville se trouve au sud de la plaine de Leipzig, dans l'ancien district de Borna, région d'exploitation des mines de lignite à ciel ouvert.
Elle est composée de la ville-centre (kernstadt) et de deux quartiers : Lucka, Breitenhain et Prößdorf.

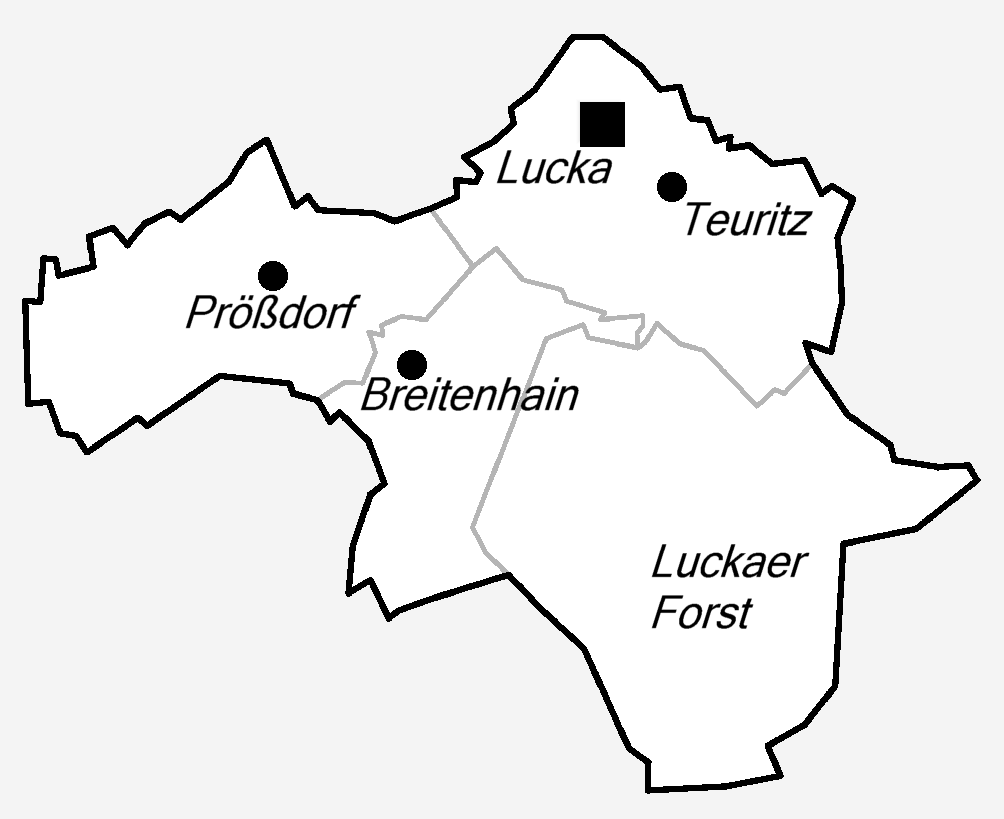
Les différents quartiers de Lucka

Les communes limitrophes (en commençant par le nord et dans le sens des aiguilles d'une montre) sont: Groitzsch, Regis-Breitingen, Elsteraue et Meuselwitz.

## Histoire
L'endroit est habité dès le dernier âge de la pierre (5000-2500 av. J.-C.) mais la première mention écrite date de 1320 sous le nom d'oppidum Luckowe en tant que possession de l'évêché de Naumburg.
Cependant, Lucka est, en 1307, le théâtre d'une bataille importante qui voit la victoire de Frédéric Ier le Mordu sur Albert Ier du Saint-Empire et assure ainsi la domination de la maison de Wettin en Allemagne centrale pour les siècles à venir.
En 1396, Lucka entre dans la dépendance d'Altenbourg et, en 1431, la cité obtient le statut de ville.

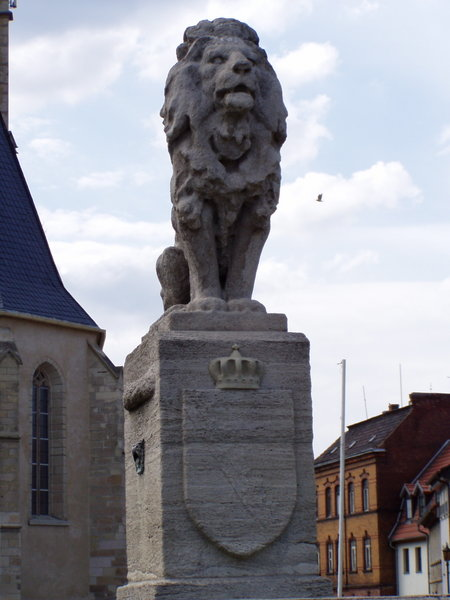
Le lion de Wettin

Dès le début du XIXe siècle, la ville s'industrialise : cordonniers dès 1800, fabrique de gants en 1847, fonderie en 1896, carton, papiers et verre en 1900. L'ouverture de la ligne de chemin de fer Meuselwitz-Groitzsch en 1875 favorise ce développement. Après la Première Guerre mondiale, Lucka devient un des centres de l'exploitation du lignite.
La commune de Breitenhain, lui est incorporée en 1923 et celle de Prößdorf en 1994.

## Démographie
| 1831  | 1900  | 1933  | 1939  | 1960  | 1995  | 2000  | 2005  | 2010  |
| ----- | ----- | ----- | ----- | ----- | ----- | ----- | ----- | ----- |
| 1 090 | 3 039 | 3 827 | 3 844 | 5 787 | 5 877 | 5 039 | 4 475 | 4 086 |

Ville de Lucka seule
| 1900  | 1925  | 1933  | 1939  |
| ----- | ----- | ----- | ----- |
| 2 086 | 2 985 | 3 169 | 3 181 |

## Jumelage
- Unterschleißheim (Allemagne) dans le land de Bavière, arrondissement de Munich ;
- Weselberg (Allemagne), dans l'arrondissement du Palatinat-Sud-Ouest, land de Rhénanie-Palatinat.

## Personnalités
Erika Zuchold (1947-2015), gymnaste quintuple médaillée olympique, est née à Lucka.